# Cryptocelides loveni
Cryptocelides loveni är en plattmaskart som beskrevs av Bergendal 1893. Cryptocelides loveni ingår i släktet Cryptocelides och familjen Polyposthiidae. Arten är reproducerande i Sverige. Inga underarter finns listade i Catalogue of Life.